# Little York, Illinois
Little York je vas, ki leži v Okrožju Warren v ameriški zvezni državi Illinois.
Po popisu prebivalstva iz leta 2000 v naselju živi 269 ljudi na 0,7 km².